# Befehlshaber der Seestreitkräfte der Nordsee

Flagge der NATO

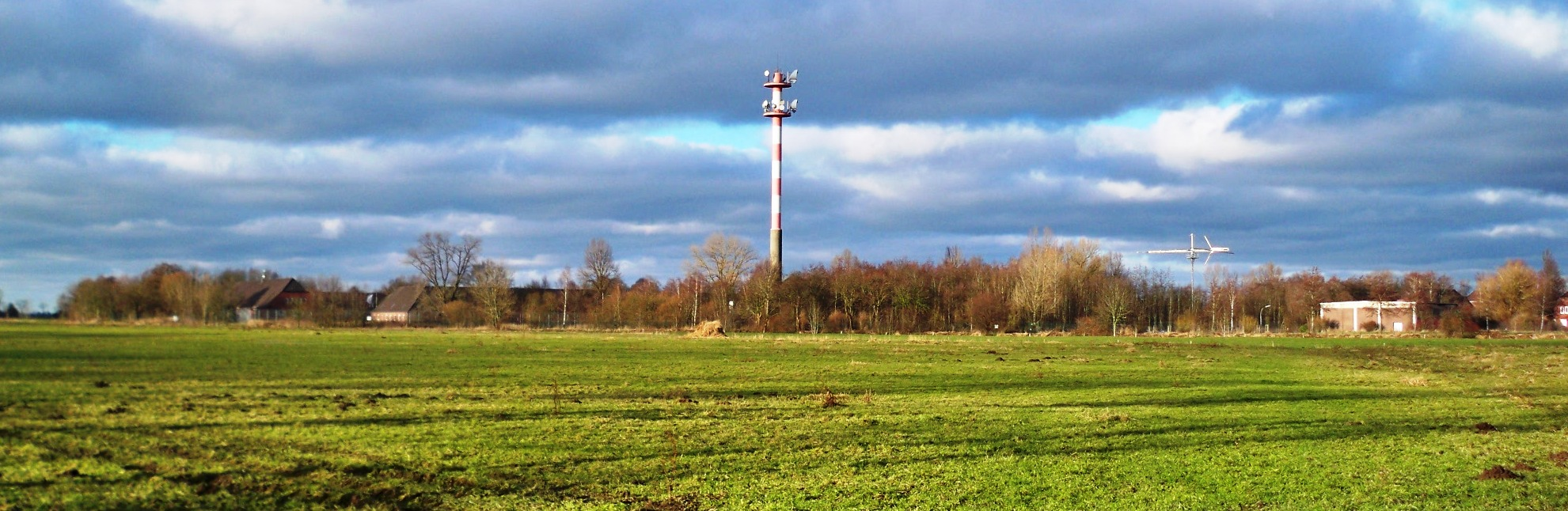
Die Admiral-Armin-Zimmermann-Kaserne in Sengwarden, Sitz des BSN 1962–1993

Der Befehlshaber der Seestreitkräfte der Nordsee (BSN) war ein Bereichsbefehlshaber der Bundesmarine. Sitz des Befehlshabers und der gleichnamigen Dienststelle war zunächst Cuxhaven und ab 1962 Sengwarden, seit 1972 ein Stadtteil Wilhelmshavens. Der BSN unterstand dem Befehlshaber der Flotte und war gleichzeitig zunächst als Commander German Northsea Subarea Central Europe (COMNORSEACENT), später unter der Bezeichnung Commander German Northsea Subarea (COMGERNORSEA) NATO-Seebefehlshaber für den Bereich der Deutschen Bucht.

## Geschichte
Nach Aufstellung der Bundeswehr ab 1955 war ihre operative Führung an die NATO delegiert. Die neu aufgestellten Verbände wurden in die bestehende NATO-Kommandostruktur integriert. Die Verbände der Marine in Nord- und Ostsee wurden auf die Kommandobereiche Mitteleuropa und Nordeuropa aufgeteilt. Für ihre Führung wurden zwei deutsche Befehlshaber als Teil der NATO-Kommandostruktur eingesetzt. Am 3. Januar 1957 wurde das Kommando Befehlshaber der Seestreitkräfte der Nordsee aufgestellt. Die Aufstellung wurde im Februar 1957 abgeschlossen und konnte Anfang April 1957 regulär besetzt werden.
Diese Lösung war für die deutsche Marine insofern unbefriedigend, als ihre Kräfte auf zwei Bereiche verteilt waren, deren nächster gemeinsamer Vorgesetzter der NATO-Oberbefehlshaber für Europa SACEUR war. 1961 gelang es, die NATO-Kommandostruktur im nördlichen Europa den deutschen Wünschen entsprechend anzupassen. Kern der Veränderung war die Aufstellung des NATO-Kommandos Ostseezugänge im Januar 1962. Während die Aufgaben des Befehlshabers der Seestreitkräfte der Ostsee vom Flottenkommando übernommen und dessen Dienststelle aufgelöst wurde, blieb der BSN als NATO- und nationaler Befehlshaber unter dem Flottenkommando bis 1993 bestehen.

## Aufgaben
Der Befehlshaber der Seestreitkräfte der Nordsee hatte einen NATO- und einen nationalen Auftrag. Für die NATO sollte er im Kriegsfall die ihm für den Einsatz unterstellten Seestreitkräfte in seinem Verantwortungsbereich führen. Dieser Verantwortungsbereich umfasste die Nordsee vor der deutschen Küste und war nach Westen durch eine an der deutsch-niederländischen Grenze beginnenden Linie (6°39'O) und nach Norden durch eine an der deutsch-dänischen Grenze beginnenden Linie (55°00'N) begrenzt. Bei den zu führenden Kräften handelte es sich im Wesentlichen um die in der Nordsee stationierten Einheiten der Bundesmarine. Außerdem sollten ihm andere in dieses Gebiet einlaufende NATO-Schiffe unterstellt werden. So führte er etwa in Übungen die Standing Naval Force Atlantic.
Seine Hauptaufgabe im Krieg war es, Konvois mit Nachschub für die in Europa kämpfenden NATO-Truppen sicher in die deutschen Nordseehäfen zu bringen. Diese Aufgabe gewann mit dem Erlass des NATO-Konzepts Reinforcement & Resupply (Re/Re) zusätzlich an Bedeutung, weil der COMGERNORSEA erhebliche Verantwortung für den Schutz der Nachschubtransporte erhielt und ihm der wesentliche Teil der Aufgabe der Marineschifffahrtleitung im deutschen Verantwortungsbereich zufiel.
Damit bildeten sich unterschiedliche Aufgabenschwerpunkte des Flottenkommandos und des BSN heraus. Während sich das Flottenkommando auf den Kampf in der Ostsee in fast ausschließlicher Zusammenarbeit mit der dänischen Marine konzentrierte, oblag dem BSN die Geleitsicherung in der Nordsee in enger Zusammenarbeit mit NATO-Dienststellen außerhalb des Bereichs Ostseezugänge. Diese Aufteilung führte dazu, dass der BSN, der dem Flottenkommando nachgeordnet war, in vielerlei Hinsicht über ein besseres Lagebild in seinem Teilbereich verfügte und engere Verbindungen zu den größeren NATO-Partnern hatte als das Flottenkommando.
Als nationaler Befehlshaber führte der BSN alle deutschen Marineeinheiten, die außerhalb der Ostsee operierten. Das betraf vor allem diejenigen Schiffe, die an Manövern und Ausbildungsreisen in der Nordsee und in den außerheimischen Gewässern teilnahmen. Diese Führung übte er nicht nur gegenüber Flotteneinheiten, sondern gegenüber allen Schiffen der Bundeswehr in diesem Bereich aus, d. h. auch gegenüber Schiffen des Marineamts und des Rüstungsbereichs. Sein nationaler Verantwortungsbereich war mit Ausnahme der Ostsee weltweit.
Die Aufteilung zwischen Flottenkommando und BSN wurde als unbefriedigend empfunden. Nachdem das Flottenkommando mit einem elektronischen Führungssystem ausgerüstet worden war, übernahm es am 1. Juli 1988 die nationale Führungsaufgabe für alle deutschen Marineeinheiten im Frieden. Der BSN wurde von dieser Aufgabe entbunden und übernahm eine neue Verantwortung für die taktische Ausbildung der Flotte. Zu diesem Zweck wurde ihm die Seetaktische Lehrgruppe in Wilhelmshaven unterstellt. Diese Aufgabe war Hauptauftrag des BSN bis zur Auflösung der Dienststelle 1993.

## Organisation

### NATO- und Nationale Unterstellung
Beim Aufbau der Bundesmarine wurden ihre Verbände zunächst in die bestehende NATO-Kommandostruktur eingefügt. Als Befehlshaber für den Nordseebereich wurde der neue deutsche Commander German Northsea Subarea Central Europe dem Kommandobereich NATO-Mitteleuropa zugeordnet und dem Seebefehlshaber Mitteleuropa (COMNAVCENT) unterstellt. Die deutschen Marineeinheiten in der Ostsee unterstanden dem Kommandobereich NATO-Nordeuropa. Ab 1957 sollte der Einsatz von NATO-Seestreitkräften im Nord- und Ostseeraum durch eine North/Center Planning Group zwischen den Bereichen koordiniert werden.
Um der durch den Aufbau deutscher Streitkräfte veränderten Situation Rechnung zu tragen, wurde 1962 das NATO-Kommando Ostseezugänge (Allied Command Baltic Approaches/ACBA) aufgestellt, dem alle deutschen Seestreitkräfte zugeordnet wurden. Gleichzeitig wurde die Bezeichnung des Commander German Northsea Subarea Central Europe in Commander German Northsea Subarea geändert. Er unterstand nunmehr dem Flag Officer Germany, der in nationaler Funktion Befehlshaber der Flotte war und wiederum dem NATO-Seebefehlshaber Ostseezugänge (COMNAVBALTAP) unterstand. In vielen operativen Belangen war der COMGERNORSEA direkt dem COMNAVBALTAP zugeordnet. Diese Organisation blieb bis 1993 bestehen.
Truppendienstlich war der BSN dem Befehlshaber der Flotte unterstellt. Er selber war, außer für seinen Stab und ab 1988 für die Seetaktische Lehrgruppe, kein truppendienstlicher Vorgesetzter, sondern führte nur die für den Einsatz zugeordneten Kräfte.

### Zugewiesene Kräfte
Zur Führungsunterstützung war dem BSN die Marinefernmeldegruppe 21 dauerhaft zugewiesen.
Im Kriegsfall wären dem BSN vor allem die in der Nordsee stationierten deutschen Marinekräfte unterstellt worden, um die Nachschubtransporte in deutsche Häfen zu sichern. Zu diesen Kräften hätten gehört:
- Wesentliche Teile der Zerstörerflottille,
- Teile der Versorgungsflottille, vor allem das 2. Versorgungsgeschwader,
- U-Jagd-Flugzeuge des Marinefliegergeschwaders 3,
- Teile der Flottille der Minenstreitkräfte,
- Teile der Amphibischen Gruppe, insbesondere das in Borkum stationierte Landungsgeschwader und das Amphibische Transport- und Umschlagbataillon 2 in Emden,
- der Marinefernmeldeabschnitt 2 in Sengwarden

Außerdem waren dem BSN andere NATO-Seestreitkräfte zu unterstellen, die in seinem Verantwortungsbereich operierten.

### Führung
Der Befehlshaber der Seestreitkräfte der Nordsee trug den Dienstgrad eines Flottillenadmirals (FAdm). Der Stab wurde von einem Chef des Stabes im Dienstgrad eines Kapitäns zur See geführt. Der Stab hatte neben den herkömmlichen Abteilungen eine Abteilung für Marineschifffahrtleitung, in die am 1. April 1981 die Marineschifffahrtleitstellen Kiel, Hamburg, Bremerhaven und Emden eingegliedert wurden. Außerdem gehörte eine geophysikalische Beratungsstelle zum Stab BSN, die die deutschen Schiffe weltweit mit meteorologischen und ozeanografischen Informationen versorgte.

#### Befehlshaber
| Nr. | Name                                | Beginn der Amtszeit | Ende der Amtszeit | Bemerkungen |
| --- | ----------------------------------- | ------------------- | ----------------- | --- |
| 16  | FAdm Konrad Ehrensberger            | 10/1988             | 3/1993            | |
| 15  | FAdm Friedrich Remde                | 4/1986              | 9/1988            | |
| 14  | FAdm Klaus-Jürgen Steindorff        | 1/1985              | 3/1986            | |
| 13  | FAdm Dieter Ehrhardt                | 10/1982             | 12/1984           | |
| 12  | FAdm Klaus-Jürgen Thäter            | 10/1979             | 9/1982            | |
| 11  | FAdm Dr. Helmut Meyer-Abich         | 10/1976             | 9/1979            | |
| 10  | FAdm Karl Clausen                   | 10/1972             | 9/1976            | |
| 9   | FAdm Günter Luther                  | 4/1972              | 9/1972            | später Stellvertretender Oberbefehlshaber der alliierten Streitkräfte in Europa (DSACEUR)                                                                                       |
| 8   | FAdm Hans-Helmut Klose              | 10/1970             | 3/1972            | danach Befehlshaber der Flotte |
| 7   | KzS/FAdm Armin Zimmermann           | 10/1968             | 9/1970            | später Generalinspekteur der Bundeswehr |
| 6   | FAdm Carl-Heinz Birnbacher          | 4/1967              | 9/1968            | |
| 5   | FAdm Günther Reeder                 | 2/1966              | 3/1967            | später Chef des Stabes, Führungsstab der Streitkräfte |
| 4   | FAdm Heinrich Erdmann               | 1/1963              | 1/1966            | |
| 3   | FAdm Hubert Freiherr von Wangenheim | 7/1960              | 12/1962           | |
| 2   | KzS/FAdm Karl-Adolf Zenker          | 4/1957              | 7/1960            | anfangs Kapitän zur See, später Inspekteur der Marine |
| 1   | Kapitän zur See Walter Berger       | 2/1957              | 3/1957            | zunächst mit der Aufstellung des Kommandos beauftragt, dann mit der Wahrnehmung der Geschäfte des Befehlshabers beauftragt und von Februar 1957 bis August 1960 Chef des Stabes |

#### Chefs des Stabes (Auswahl)
- Kapitän zur See Walter Berger: von Februar 1957 bis August 1960
- Kapitän zur See Waldemar Holst: von August 1960 bis Dezember 1961
- Kapitän zur See Gerhard Fromme: von Januar 1961 bis Oktober 1963
- Kapitän zur See Hans Trummer: von Oktober 1963 bis Mai 1965
- Kapitän zur See Otto Kretschmer: von Juni 1964 bis Mai 1965 mit der Wahrnehmung der Geschäfte beauftragt
- Kapitän zur See Karl Clausen: von Mai 1965 bis März 1967
- Kapitän zur See Helmut Meyer-Abich: von April 1967 bis September 1967, anschließend Befehlshaber der Seestreitkräfte der Nordsee
- Kapitän zur See Hartwig Looks: von Oktober 1967 bis September 1970
- Kapitän zur See Gustav-Adolf Diedrich: von Oktober 1970 bis März 1972
- Kapitän zur See Hans-Alfred Renz: von April 1972 bis April 1975
- Kapitän zur See Friedrich Braeucker: von Mai 1975 bis September 1978
- Kapitän zur See Hans Zeitz: 1978/79
- Fregattenkapitän G. Prall: 1980
- Kapitän zur See Friedrich Remde: 1980/81, später Befehlshaber der Seestreitkräfte der Nordsee
- Kapitän zur See Kurt Kipp: von 1981 bis 1984
- Kapitän zur See Waldemar Scholz: von 1984 bis 1991